# Josef Landgraf
Josef Maria Heinrich Franz Landgraf (* 29. Juli 1924 in Wien; † 5. April 2018 ebenda) war ein jugendlicher Widerstandskämpfer gegen den Nationalsozialismus.

## Aktionen
Seit Kriegsbeginn 1939 hörte der Wiener Gymnasiast Josef Landgraf, damals wohnhaft im 6. Wiener Bezirk, Gumpendorfer Straße 97, sogenannte Feindsender: Sendungen der BBC und den, von sozialistischen Emigranten geprägten, Sender der europäischen Revolution. Anfang September 1941 begann er, das Gehörte zu Flugblättern zu verarbeiten. Nach bereits drei Wochen wurde er denunziert und festgenommen. Dennoch hatte er, auf der Schreibmaschine seines Vaters, bis dahin nicht weniger als 70 Flugschriften zwischen einer halben bis zu einer Seite Umfang hergestellt. Mit einem Gummisetzkasten hat er rund 50 Flugzettel und ein paar Aufkleber hergestellt.
Seine Schulkameraden Ludwig Igalffy, Friedrich Fexer und Anton Brunner halfen ihm bei der Verbreitung der Flugblätter in Wien im 2., im 3. und im 6. Bezirk. Die Wiener Jugendlichen zählen zu den Vierergruppen. Neben diesen vier Jugendlichen waren noch etwa 10 weitere Personen beteiligt, darunter Egon Schega und Johann Trettler, die aber von der Gestapo nicht ermittelt werden konnten oder bereits im Krieg gefallen waren.
In seinen Flugschriften verbreitete er, ähnlich wie Helmuth Hübener, die BBC-Meldungen über deutsche Verluste an der Front. Diese widersprachen den offiziellen Kriegsmeldungen innerhalb des Dritten Reiches. Landgraf kritisierte die antireligiösen Aktivitäten der NSDAP.
Wie Walter Klingenbeck griff Landgraf den Appell der BBC V-Aktion auf. Über Flugblätter verbreitete er: Die V-Armee hat lediglich die Befreiung von Hitler und seinem Krieg zum Ziel, Das V-Zeichen ist Hitlers Untergang und Die V-Armee bringt Frieden.

## Verhaftung und Verurteilung
Am 20. September 1941 wurde Landgraf von der Gestapo verhaftet. Am 23. August 1942 wurden Landgraf und Brunner vom Volksgerichtshof zum Tod verurteilt. Beide wurden dann im Landesgericht Wien in die „Köpflerzellen“ gebracht. Landgraf verbrachte 406 Tage in der Todeszelle. Igallfy wurde zu acht Jahren Zuchthaus und Fexer zu sechs Jahren Zuchthaus verurteilt. Brunner wurde 1944 in eine Strafkompanie der Wehrmacht versetzt.

„Die Flugschriften waren dazu bestimmt, die auf den Sturz der deutschen Staatsführung, die Losreißung von Teilen des Reichsgebietes und die Zersetzung des deutschen Widerstandswillens gerichteten Ziele der feindlichen Kriegspropaganda zu fördern.“

Die Eltern von Josef Landgraf reichten ein Gnadengesuch ein. Am 21. September 1943, gut ein Jahr nach dem Todesurteil, wurde er zu sieben Jahren begnadigt; Brunner wurde zu fünf Jahren Zuchthaus begnadigt.
Landgraf wurde am 9. Oktober 1943 nach Kaiser-Ebersdorf überstellt, wo er bis zu seiner Befreiung am 7. April 1945 inhaftiert war.

## Nach 1945
Am 7. November 1989 erhielt Landgraf das Ehrenzeichen für Verdienste um die Befreiung Österreichs.
Als Zeitzeuge hielt Josef Landgraf Vorträge über seine Erlebnisse, beispielsweise an Schulen. Das geplante Buch 406 Tage in der NS-Todeszelle, basierend auf autobiographischen Aufzeichnungen von Josef Landgraf und wissenschaftlichen Recherchen von Eva Knollmüller (unter anderen Gründerin der Plattform JUNA), das den Leidensweg von Josef Landgraf, der aufgrund seiner Aktivitäten im Widerstand zur Todesstrafe verurteilt wurde und nur knapp der Vollstreckung des Urteils entging, beschreiben sollte, ging jedoch nie in Druck.
2021 wurden in der edition lex liszt 12 die Erinnerungen von Landgraf unter dem Titel Die weiße Rose von Wien. Geboren 1924 veröffentlicht.

## Zitat
„Mein verstorbener Mann Günther Hamann war ein Klassenkamerad von Josef Landgraf. Er sympathisierte mit ihm, schreckte aber, wie er selbst später immer wieder betonte, vor den ja klaren Konsequenzen zurück. Umso größer war seine Hochachtung, ja sein Staunen über die Prinzipientreue und die Radikalität des jungen Josef Landgraf.“

## Werke
- Josef Landgraf: Die weiße Rose von Wien – geboren 1924. Hrsg.: Ilse Schneider. edition lex liszt 12, Oberwart 2021, ISBN 978-3-99016-172-2.